# Чеккини, Эмануэль
Эмануэль Чеккини (исп. Emanuel Cecchini; род. 24 декабря 1996, Инхеньеро-Луис-Уэрго, Рио-Негро, Аргентина) — аргентинский футболист, полузащитник клуба «Унион Эспаньола».

## Карьера
Чеккини начал карьеру в клубе «Банфилд». 15 июня 2013 года в матче против «Дефенсы и Хустисии» он дебютировал в Примере B Насьональ. После выхода «Банфилда» в элиту в 2104 году, Эмануэль оказался вне заявки на сезон. 21 февраля 2015 года в матче против «Атлетико Рафаэла» он дебютировал в аргентинской Примере. 2 октября 2016 года в поединке против «Сан-Мартин Сан-Хуан» Чиккини забил свой первый гол за «Банфилд».
В июле 2017 года Эмануэль перешёл в испанскую «Малагу», подписав пятилетний контракт. Сумма трансфера составила 4 млн евро. 15 октября в матче против «Леганес» он дебютировал в Ла Лиге.
В начале 2018 года Чеккини перешёл в мексиканский «Леон» на правах аренды с возможностью последующего выкупа. 15 февраля в матче против «Сантос Лагуна» он дебютировал в мексиканской Примере.
В июне того же года Эмануэль на правах аренды вернулся в «Банфилд».
8 августа 2019 года Чеккини отправился в аренду в клуб MLS «Сиэтл Саундерс» до конца сезона 2020. В главной лиге США он дебютировал 23 августа в матче против «Портленд Тимберс», выйдя на замену во втором тайме.
31 января 2020 года «Сиэтл Саундерс» отдал Чеккини в аренду аргентинскому «Унион Санта-Фе» до конца года.
В январе 2021 года Чеккини покинул «Малагу» в связи с истечением срока контракта.
18 февраля 2021 года Чеккини подписал контракт с «Химнасия и Эсгрима Ла-Плата» до конца года с опцией продления. 7 января 2022 года Чеккини продлил контракт с «Химнасией» до конца года.

## Достижения
Командные
 «Сиэтл Саундерс»
- Чемпион MLS (обладатель Кубка MLS): 2019